# 村本享太郎
村本 享太郎（むらもと きょうたろう、1月9日 - ）は、日本の男性声優、ナレーター。宮城県出身。クレイジーボックス所属。

## 略歴
日本ナレーション演技研究所出身。
AMG STUDIO WORKSHOP 第40期、語座 座員。

## 人物
趣味は読書、映画鑑賞、舞台鑑賞をそれぞれ挙げている。また、特技は分析することを挙げている。
方言は東北弁。また、普通自動車免許、日商簿記検定3級の資格をそれぞれ持つ。

## 出演

### テレビアニメ
- ハクション大魔王2020（2020年、与田山タカシ[4]）
- 農民関連のスキルばっか上げてたら何故か強くなった。（2022年、近所の夫婦〈夫〉）

### Webアニメ
- リー探偵事務所（2023年、1話・3話・6話）[5][6][7]
- 鬼武者（2023年、幻魔 2話）[8]

### ゲーム
時期不明
- キズナブレイク
- ダークロード

2018年
- グランドチェイス-次元の追跡者-（ナチョエル）
- 超次元ゲイム ネプテューヌ（商人）

2019年
- アルテイルNEO（海神ヴォンドラーム、放浪の大剣、闇の首領インサイド）
- 黒い砂漠MOBILE（シャカトゥ、フリートヒ・タウパリクソン 他）
- リネージュM（指導者ロイ、ゾウのファイアゴーレム 他）

2021年
- 鬼滅の刃 ヒノカミ血風譚

2023年
- ウマ娘 プリティーダービー(ウマ娘ストーリー・カツラギエース編)
- 信長の野望 出陣（安藤守就、北条幻庵）

### 吹き替え

#### 映画
- 大統領暗殺（ペアン）
- チャイルド・マスター
- Mr.&Ms.スティーラー（ライマン・ウィルカース〈イザイア・ウィットロック・Jr〉）
- バトル・オブ・ワルシャワ 名もなき英雄（幹部）
- Don’t Tell a Soul
- タミー・フェイの瞳
- ダークロード（ゼロ）
- サイエン 復讐の森（エルネイ）
- ほの蒼き瞳（ベニー[11]）
- マディのおしごと 恋の手ほどき始めます（レアード〈マシュー・ブロデリック〉[12]）
- アクアマン/失われた王国（王国ニュース男[13]）
- ツイスターズ[14]（空港の警察官、ニュース・キャスター）
- アマチュア（男性アンカー1[15]）

#### ドラマ
- NCIS: ニューオーリンズ ファイナル・シーズン 第14話（ハンドラー[16]）
- This イングランド 〜ボリス・ジョンソンの軌跡〜（リチャード、パトリック、ベン [17]）
- 愛しのボンベイ シーズン1 （アンナ・ラジャン・ムダリア[18]）
- LAW & ORDER: UK（英語版）
- 終末のフール 第8話（大学教授）
- ナイト・トレイン/破滅へのカウントダウン（モイ〈アレックス・ファーンズ〉[19]）
- ロング・ブライト・リバー

#### その他（吹き替え）
- フューチャーウェポン21世紀の兵器（英語版）（ディスカバリーチャンネル）

### ナレーション

#### テレビ番組
- ザ・クイズショウ（日本テレビ、ドラマ内ナレーション）
- 競馬ワンダラー（グリーンチャンネル）
  - 新・競馬ワンダラー
- 京都大阪神戸 三都グルメ散歩（旅チャンネル）
- 地元の人が教える!2泊3日の旅（旅チャンネル）
- 上海シノワズリ紀行（J:COM）
- 素敵な選TAXI（フジテレビ、番組宣伝）
- ナニコレ珍百景（テレビ朝日、地方PR）
- 日曜ビッグバラエティ・平成版 ニッポンの長屋物語（テレビ東京、予告）

#### ボイスオーバー
- 世界の村で発見!こんなところに日本人（朝日放送テレビ）
- 林修のニッポンドリル（フジテレビ）[20]
- 真相報道 バンキシャ!（日本テレビ）

#### CM
- UR賃貸住宅（ラジオ）
- 鏡花水月
- チコちゃんの脳活研究所（Nintendo Switch）[21][22]

#### その他（ナレーション）
- 東京ガス（企業VP）
- SUBARU（インフォマーシャル）
- 地域活性化（Webナレーション）
- ふるさとづくり（Webナレーション）
- 林業再生（Webナレーション）
- アイリスオーヤマ・生鮮米（店舗用ナレーション）
- さかなや道場 水戸黄門一行ボイス
- HKT48 6th〜10th 特典DVD
- You Tube 地域づくりTV（Webナレーション）
  - 「能登のファンタジー（上乘秀雄さん）」[23][24]
  - 「富山でパリの朝市を（越中大手市場実行委員会）」[25][26]
  - 「サウナのまち（おんせん県いいサウナ研究所)」[27][28]
  - 「風景をつくる人（山下賢太さん）」[29][30]
  - 「日本一縁起のいいそば（農事組合法人ながいき集落営農組合）」[31][32]
  - 「むぎをつむぐ（特定非営利活動法人牟岐キャリアサポート）」[33][34]

### 朗読
- 宮澤賢治・セロ弾きのゴーシュ
- 宮澤賢治・雨ニモマケズ
- 童話アプリ・かちかち山